# تپه جنوب دوآب
تپه جنوب دوآب مربوط به دوران پیش از تاریخ ایران باستان تا دوران‌های تاریخی پس از اسلام است و در شهرستان جوانرود، بخش روانسر، روستای دوآب واقع شده و این اثر در تاریخ ۲۳ شهریور ۱۳۸۲ با شمارهٔ ثبت ۱۰۱۴۳ به‌عنوان یکی از آثار ملی ایران به ثبت رسیده است.